# Kouty (okres Havlíčkův Brod)
Kouty (německy Kaut) jsou obec v okrese Havlíčkův Brod v Kraji Vysočina. Leží sedm kilometrů jižně od Ledče nad Sázavou. Obec se rozkládá na západním svahu Melechova a severovýchodním svahu Vlčí Hůry podél Kouteckého potoka a silnice třetí třídy spojující Ledeč nad Sázavou a Dolní Město s možnosti spojení Světlá nad Sázavou, Havlíčkův Brod a Humpolec. V necelé stovce obytných domů žije 200 obyvatel. Více než jedna pětina těchto domů dnes slouží k rekreačním účelům.

## Historie
První písemná zmínka o vesnici pochází z roku 1318.

## Obyvatelstvo
| Rok            | 1869 | 1880 | 1890 | 1900 | 1910 | 1921 | 1930 | 1950 | 1961 | 1970 | 1980 | 1991 | 2001 | 2011 | 2021 |
| -------------- | ---- | ---- | ---- | ---- | ---- | ---- | ---- | ---- | ---- | ---- | ---- | ---- | ---- | ---- | ---- |
| Počet obyvatel | 274  | 312  | 346  | 342  | 386  | 356  | 343  | 230  | 246  | 241  | 205  | 175  | 195  | 200  | 197  |
| Počet domů     | 31   | 43   | 43   | 47   | 55   | 56   | 62   | 67   | 68   | 66   | 63   | 80   | 85   | 88   | 95   |

## Obecní správa a politika
Mezi lety 1850–1949 Kouty patřily jako osada obce ke Kamenné Lhotě v okrese Ledeč nad Sázavou (v letech 1890–1910 Ledeč). V letech 1950–1960 byly obcí v okrese Ledeč nad Sázavou. V letech 1961–1990 patřily jako část obce k Bojišti a od 24. listopadu 1990 jsou opět samostatnou obcí.

### Politika
V letech 2006–2010 působil jako starosta Miloslav Harant, v letech 2010–2018 Eva Kramářová, od roku 2018 tuto funkci zastává Michal Štěpánek.

### Obecní symboly
Znak a vlajka byly obci uděleny rozhodnutím předsedy Poslanecké sněmovny Parlamentu České republiky dne 14. prosince 2018.

## Pamětihodnosti
- Tvrz Melechov, postavena ve 14. století, nyní zřícenina
- Přírodní park Melechov – východně od obce

## Galerie

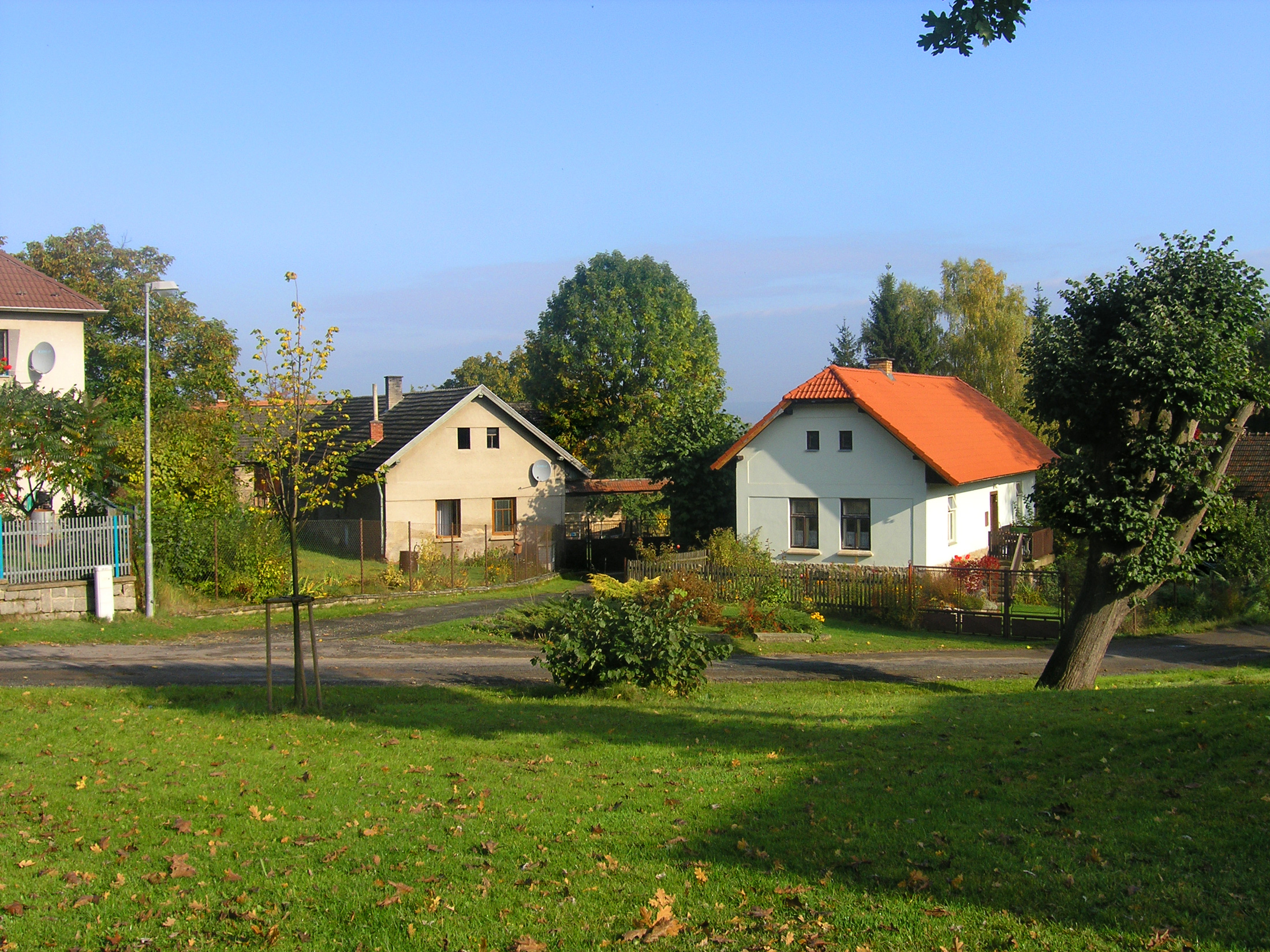
Chalupy na návsi
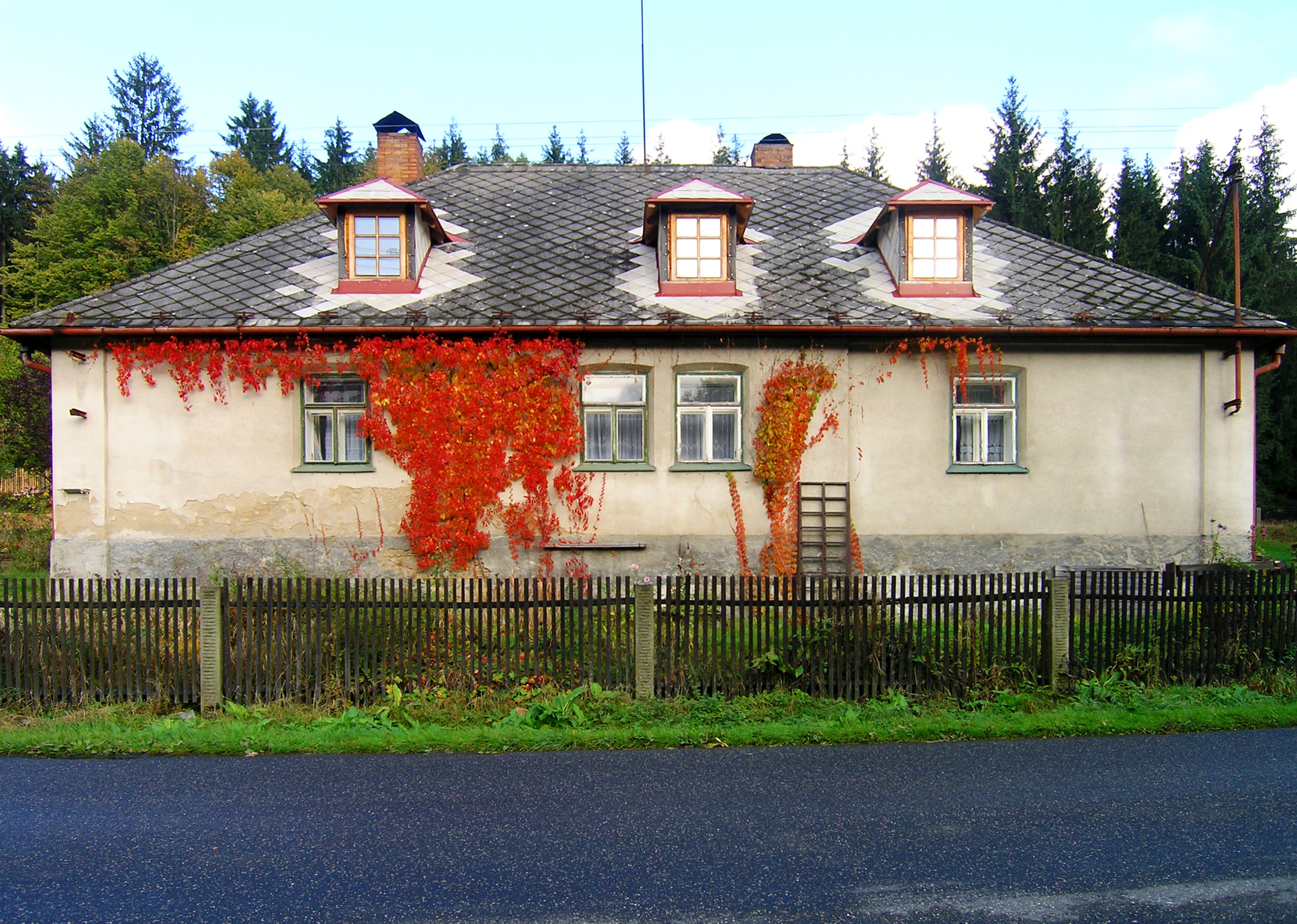
Samota na jihu obce
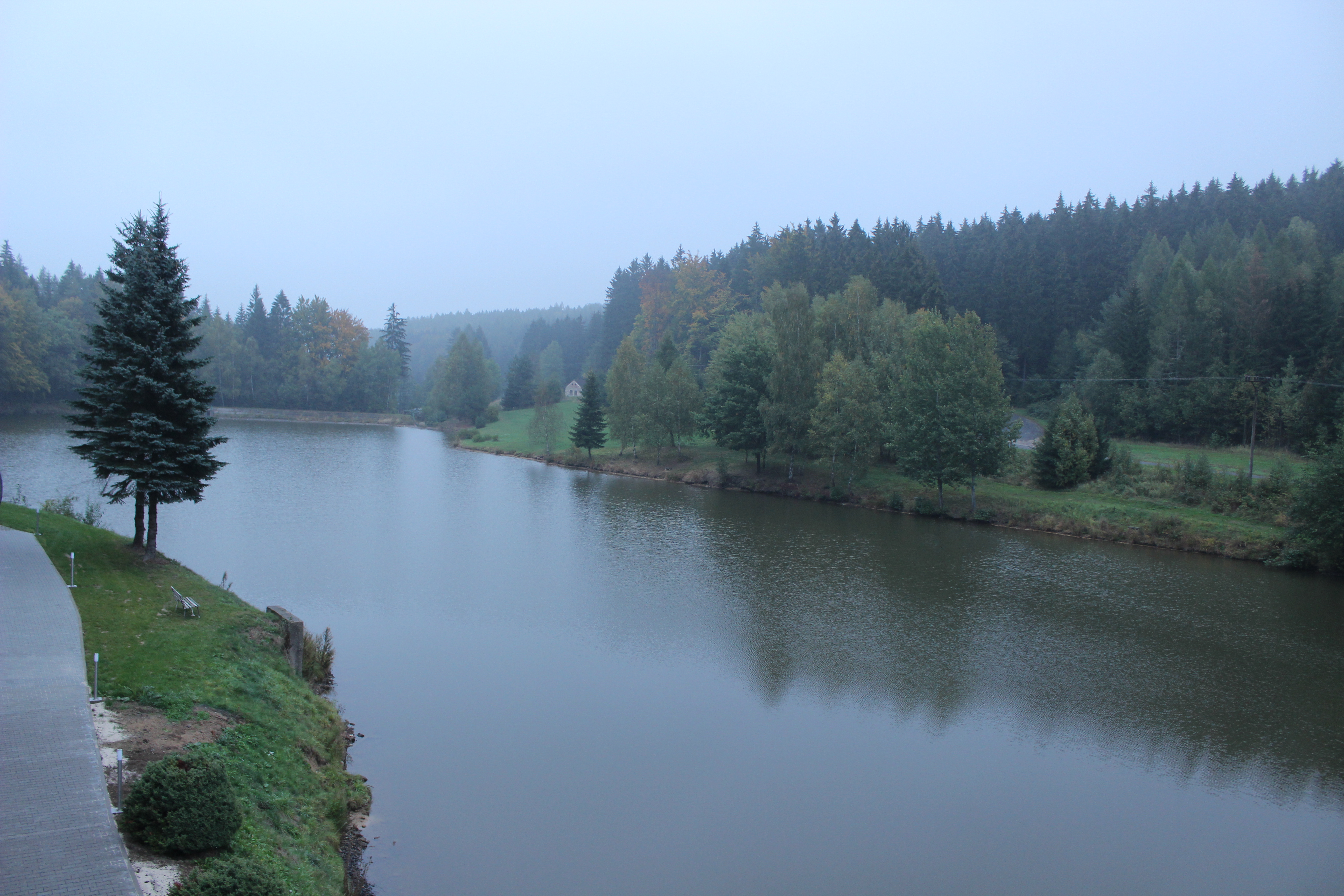
Rybník Homole